# Al Bano
Albano Carrisi (Cellino San Marco (Apulië), 20 mei 1943) is een Italiaanse zanger, zijn podiumnaam is Al Bano.

## Loopbaan
Al Bano maakte zijn debuut als zanger op het Festival delle Rose in 1966. Twee jaar later won hij de zangwedstrijd Disco per l'Estate met het lied Pensando a te. Andere hits uit die tijd waren La siepe en Nel sole.
Al Bano maakte zijn debuut als zanger op het Festival delle Rose in 1966. Twee jaar later won hij de zangwedstrijd Disco per l'Estate met het lied Pensando a te. Andere hits uit die tijd waren La siepe en Nel sole.

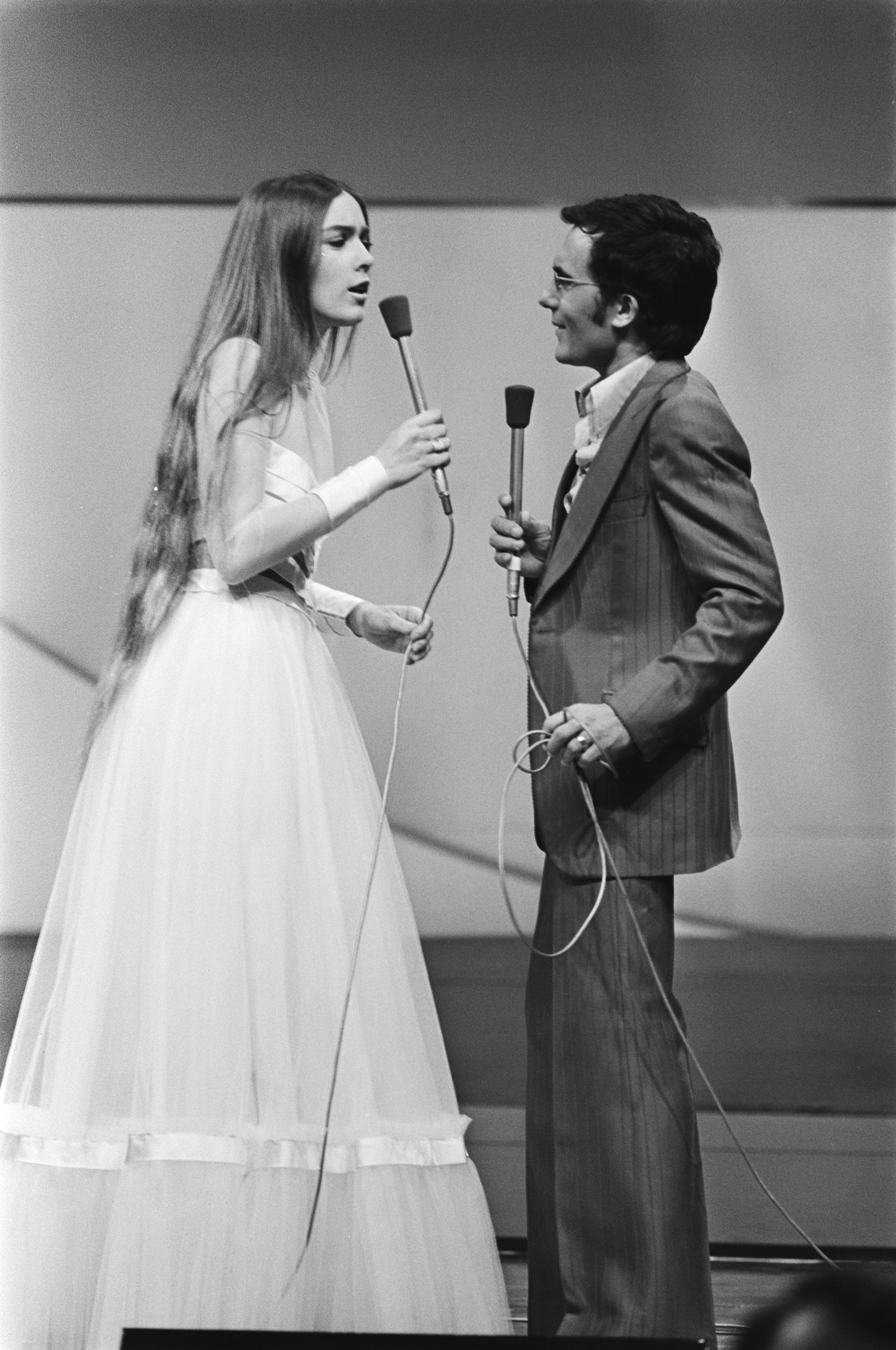
Al Bano & Romina Power tijdens het Eurovisiesongfestival 1976

Al Bano en Romina Power (dochter van de Amerikaanse acteur Tyrone Power) vertegenwoordigden Italië op het Eurovisiesongfestival 1976 met het lied We'll live it all again dat deels Engels en deels Italiaans gezongen werd. Ze behaalden hiermee een 7de plaats.
In 1981 nam het paar de hit Sharazan op. Nog een jaar later namen ze deel aan het San Remo Festival met het lied Felicità (Alarmschijf), waarmee ze op de tweede plaats eindigden. Het werd een van hun bekendste liedjes (ook in de Lage Landen). In 1984 won het paar San Remo alsnog, met Ci sarà.
In 1985 namen Al Bano en Power deel aan het Eurovisiesongfestival met Magic Oh Magic, ook nu werden ze zevende. Met Nostalgia canaglia werden ze 4de op het San Remo Festival van 1987, daar haalden ze later ook nog eens een 3de plaats met Cara terra mia. In 1991 verscheen het album Oggi sposi.
Na zijn scheiding ging Al Bano solo zingen met liedjes als È la mia vita,  Verso il sole en Ancora in volo. In 2000 was hij achtergrondzanger op het songfestival bij de Zwitserse kandidaat Jane Bogaert. In 2011 nam hij alleen deel aan het Festival van San Remo, waar hij eindigde op de derde plaats met het lied Amanda è libera.
In 2013 en dit voor het eerst in 16 jaar traden Al Bano en Romina Power voor het eerst weer samen op hetgeen ze tot heden sporadisch blijven doen.
In 2018 was hij te zien als coach bij The Voice of Italy. De winnares kwam uit zijn team.

## Privé-leven
In 1970 trouwde Al Bano met Romina Power. Ze leerden elkaar kennen door samen te zingen en dat zouden ze ook blijven doen. Datzelfde jaar namen ze nog Storia di due innamorati op. Ze zouden zo'n 30 jaar samen zingen en ze waren erg populair in Italië en Duitsland. In 1999 ging het koppel uit elkaar, ze hadden vier kinderen; zoon Yari en drie dochters Ylenia (die sinds 1994 vermist is), Christel en Romina Jr. Na de scheiding, waarvan Al Bano in een open brief aangaf dat die verbonden is met de (onopgeloste) verdwijning van hun dochter Ylenia, kreeg hij twee kinderen met Loredana Lecciso.

## Andere liedjes met Romina Power
- Libertà!
- Quando un amore se ne va
- Grazie
- L'amore e
- Prima notte d'amore
- Ti amo
- Tu soltanto tu
- Sempre Sempre

## Discografie
- 2010 - The great Italian songbook
- 2009 - L'amore è sempre amore
- 2008 - Dai il meglio di te, feat Massimo Ferrarese
- 2007 - Cercami nel cuore della gente
- 2006 - Il mio Sanremo
- 2005 - Le radici del cielo
- 2004 - La mia Italia
- 2002 - Carrisi canta Caruso
- 2001 - Canto al sole
- 1999 - volare
- 1999 - grazie
- 1999 - ancora in volo
- 1997 - concerto classico
- 1997 - verso il sole
- 1996 - ancora zugabe
- 1995 - emozionale
- 1993 - notte e giorno
- 1992 - vincerai
- 1991 - le più belle canzoni...
- 1990 - natale
- 1990 - fotografia di un mom...
- 1989 - fragile
- 1988 - ieri e oggi
- 1987 - libertà
- 1987 - caro caro amore